# Bacares
Bacares – gmina w Hiszpanii, w prowincji Almería, w Andaluzji, o powierzchni 94,92 km². W 2011 roku gmina liczyła 292 mieszkańców.